# Kurtis Roberts
Kurtis Roberts (Turlock, 17 de novembro de 1978) é um motociclista norte-americano. Ele é o filho caçula do tricampeão mundial de 500cc Kenny Roberts, e irmão do campeão de 2000 das 500cc, Kenny Roberts Jr..